# 周偉航 (運動員)
周偉航（1990年7月26日—），中國運動員，生於中國廣東省東莞市，2005年4月進入廣東省蹼泳隊，2007年首次參加世界蹼泳錦標賽，2011年獲得蹼泳世界盃總決賽200米、400米冠軍。
三項全國蹼泳記錄保持者（200米、400米、1500米）。2012年、2013年獲得「中華人民共和國體育運動獎章」。

## 簡歷
1998年入選東莞城區體育學校練習游泳，跟從啟蒙老師：王友根，踏上往後的體育之路。2001年因興趣轉投東莞市蹼泳隊門下，師從吳志前。2005年入選廣東省蹼泳隊，師從李金勝教練。經嚴格訓練，在2006年以新人身份奪得全國蹼泳錦標賽800米蹼泳第一名。在2007年首次作為中國蹼泳隊其中一員征戰世界蹼泳錦標賽，緊接著在2008年征戰亞洲蹼泳錦標賽，並首次獲得200米雙蹼亞洲蹼泳冠軍400米蹼泳亞軍。2010年參加第四屆全國體育運動大會並獲得400米蹼泳第一名。2011年代表國家參加在埃及舉行的蹼泳世界盃總決賽，並一舉獲得200米、400米第一名，成為中國隊男團單項唯二的兩面金牌。繼而在2012年三破全國記錄，記錄保持至今。其運動生涯裏多次獲得全國冠軍，三個全國記錄，四個世界盃冠軍，二次獲得由國家體育總局頒發的中華人民共和國體育運動榮譽獎章。